# Залізобетонні вироби

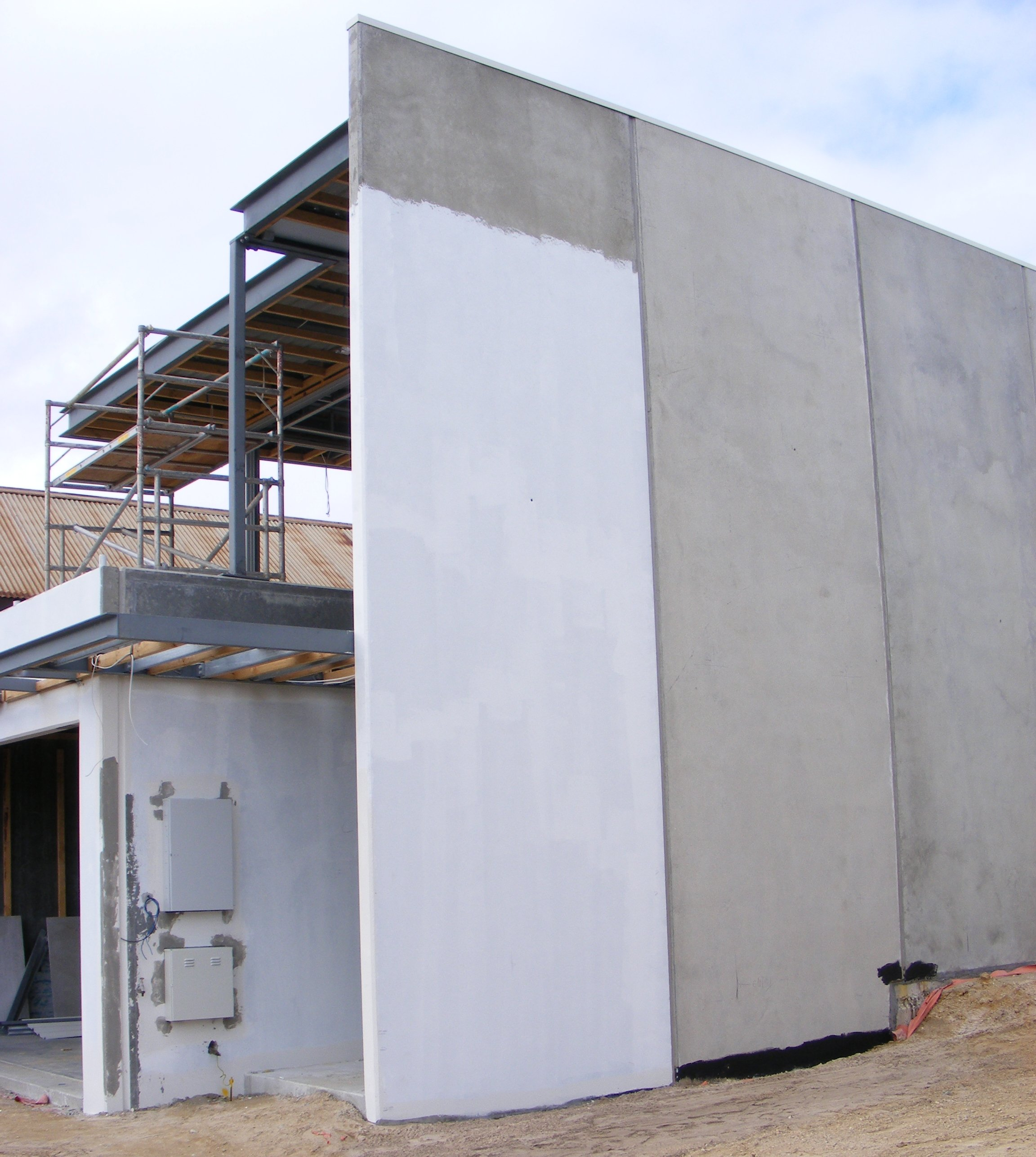
Попередньо відлиті стіни, які застосовуються в будівництві будинку

Залізобетонні вироби — категорія попередньо відлитих виробів з бетону, які використовуються на будівництві в готовому вигляді. Це, як правило, виготовлені фабричним або кустарним чином, часто типові елементи конструкцій, які застосовуються під час спорудження в незміненому вигляді. Для надання міцності подібні вироби часто армуються сталлю.
Залізобетонні вироби виготовляються литтям бетону в формах з наступним затвердінням бетону. Згодом виготовлені таким чином вироби транспортуються до будівельного майданчика і монтуються. Перевагою такої технології на відміну від технології виготовлення залізобетонної конструкції цілком на будмайданчику є спрощення контролю якості, більша оперативність в виробництві, готове фабричне устаткування, використання якого є малорентабельним на місці будівництва.
Серед готових залізобетонних виробів вирізняється різноманітна номенклатура як широковживаних (бетонні блоки, плити перекриття, кільця стінові, тощо), так і індивідуально відлитих для замовника заводом-виробником конструкцій. Для окремих залізобетонних виробів створені окремі норми, що регламентують їхні характеристики. Такі вироби часто продаються та відповідно маркуються як звичайний товар. Частина виробів, виробництво яких є індивідуальним та рідкісним, регламентуються загальними нормами ДСТУ та розрахунками.